# Wernerwald
Koordinaten: 53° 51′ 24″ N, 8° 35′ 46″ O
Der Wernerwald ist ein etwa 315 Hektar großer Wald auf dem Stadtgebiet von Cuxhaven in Niedersachsen, Deutschland. Der Wald liegt zwischen den Ortsteilen Sahlenburg, Holte-Spangen und Arensch.
Der Wernerwald ist – neben einem Wald bei Dangast sowie Sankt Peter-Ording – das einzige Waldgebiet Deutschlands, das sich unmittelbar an der Nordseeküste befindet. Auf dem sandigen Boden wachsen hauptsächlich Kiefern. Seit dem 5. Januar 1939 steht der Wernerwald unter Landschaftsschutz. In ihm befindet sich das Finkenmoor sowie ein Teich, der aus unterirdischen Quellen gespeist wird. Als Naherholungsgebiet wird er von vielen Wander- und Reitwegen durchzogen und ist besonders bei Einheimischen, aber auch bei Touristen, beliebt.

## Geschichte
Der Wald wurde Ende des 19. Jahrhunderts vom damaligen Ritzebütteler Amtsverwalter Charles Anthony Werner (Amtszeit 1868–1891) zum Schutz gegen Sturmfluten auf einem Heidegebiet angelegt. Der ursprüngliche Name lautete „Sahlenburger Revier“. Im Volksmund hieß er jedoch bald „Wernerwald“, was heute die einzige übliche Benennung ist.

## Bilder

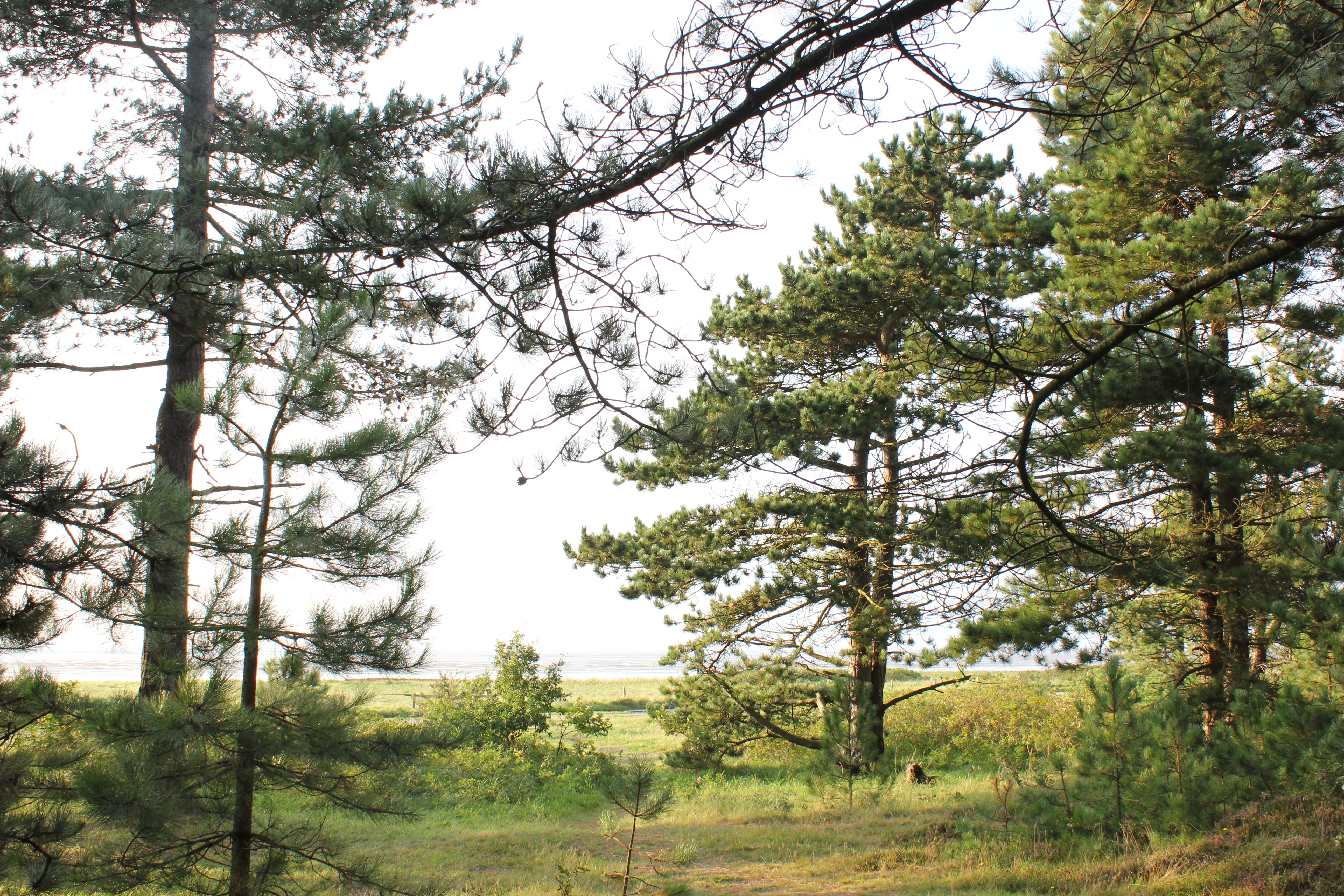
Blick auf die Nordsee aus dem Wernerwald heraus
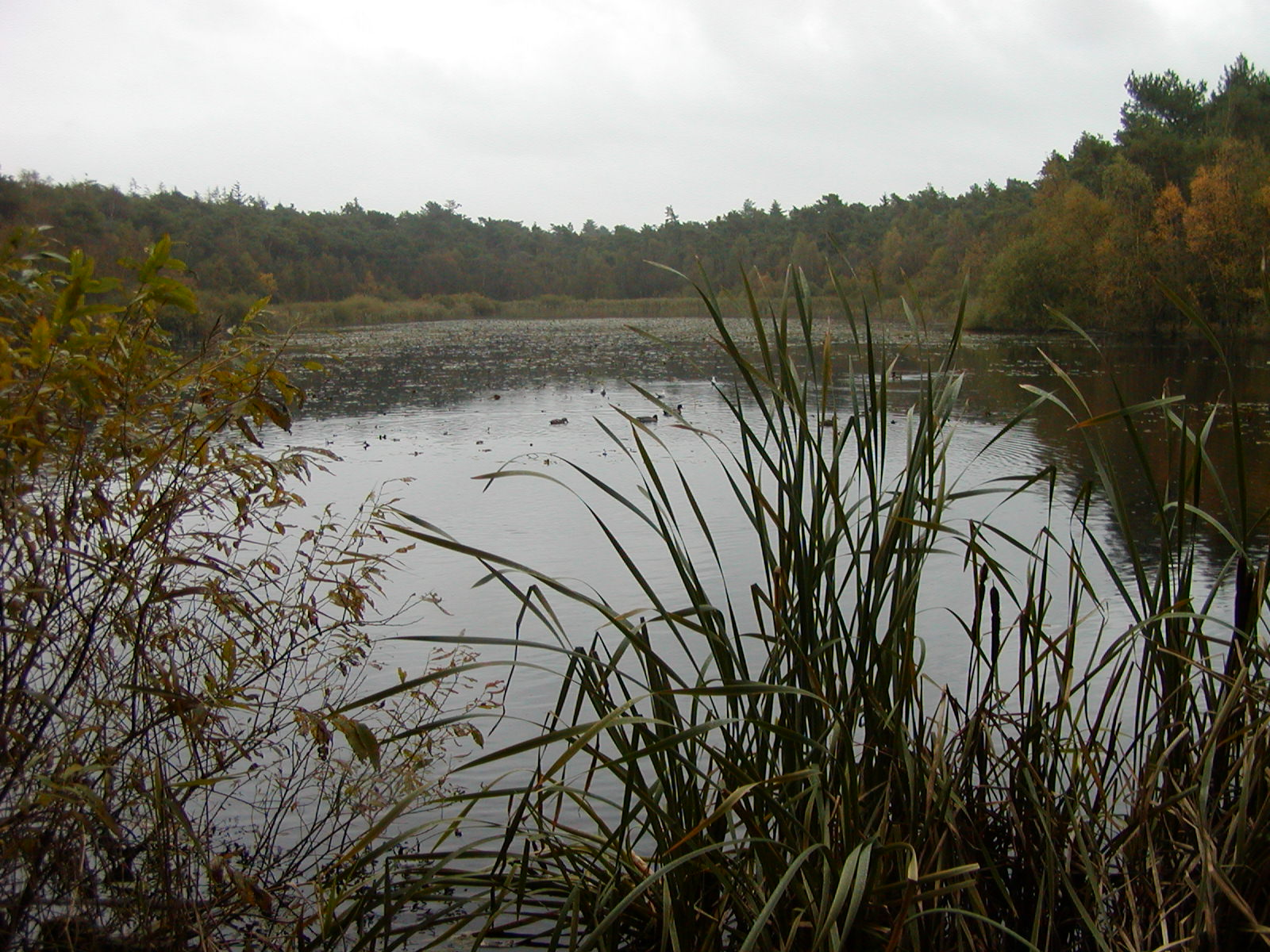
Das Finkenmoor im Wernerwald
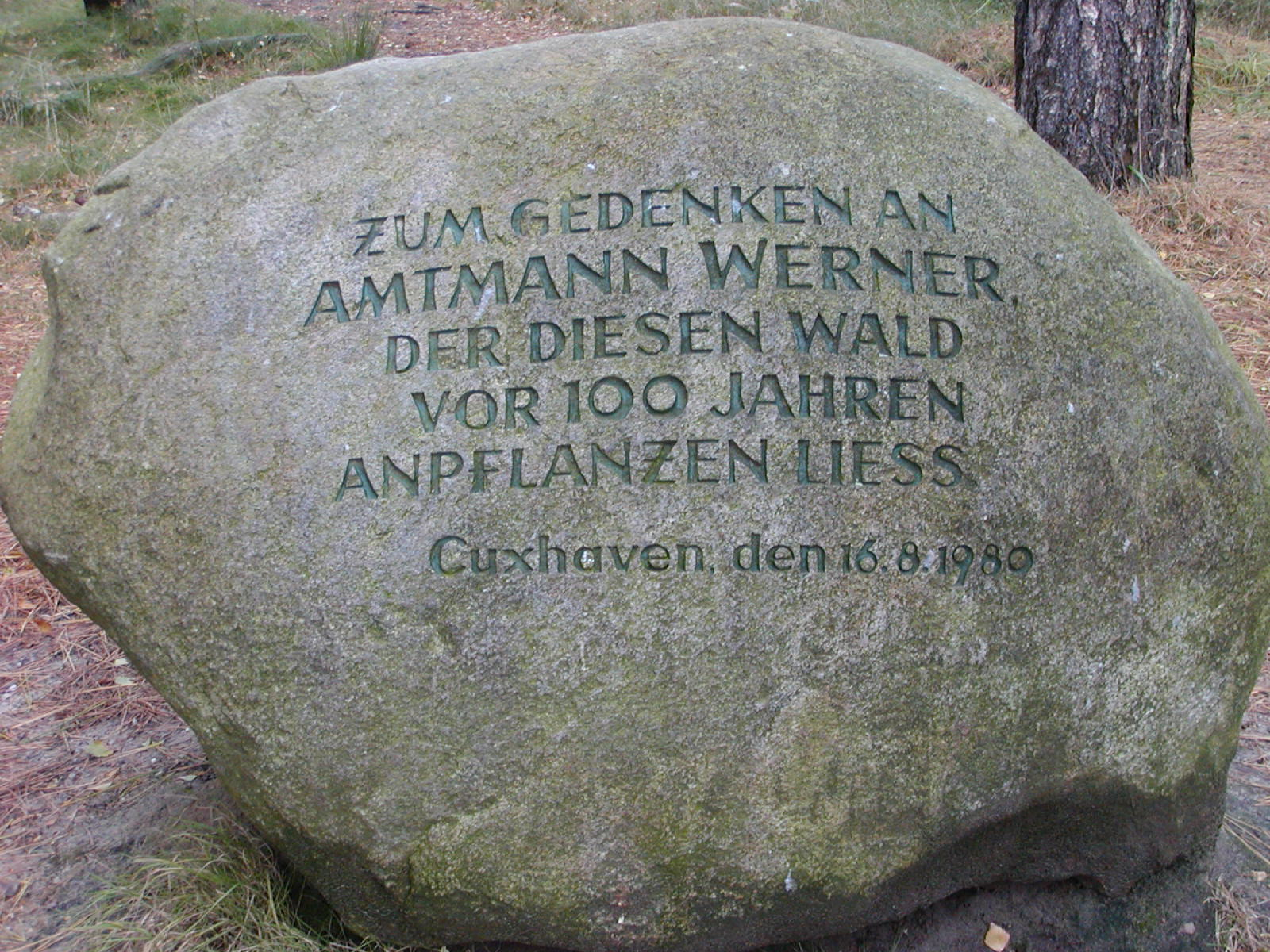
Gedenkstein Amtmann Werner